# Apodemus gurkha
Apodemus gurkha är en däggdjursart som beskrevs av Thomas 1924. Apodemus gurkha ingår i släktet skogsmöss och familjen råttdjur. Inga underarter finns listade.
Populationen klassificerades efter upptäckten som underart till större skogsmus (Apodemus flavicollis). I samband med en genetisk studie av Guy G. Musser året 1996 fick den artstatus. Enligt resultaten av nyare studier skilde sig Apodemus gurkha tidig från de evolutionära utvecklingslinjerna av de andra skogsmössen.
Med en kroppslängd (huvud och bål) av 8,5 till 11,6 cm, en svanslängd av 9,7 till 10,3 cm och en vikt av 23 till 40 g har arten ungefär samma storlek som de andra släktmedlemmarna. Bakfötterna är 2,1 till 2,6 cm långa och öronen är 1,6 till 1,9 cm stora. Ovansidan är enhetlig täckt med grå päls och på undersidan förekommer silvergrå päls. Vid svansen är undersidan ljusare och bakfötterna är vita. Honor har fyra par spenar.
Denna skogsmus förekommer bara på ett fåtal platser i centrala Nepal. Utbredningsområdet ligger 2400 till 3500 meter över havet och är täckt av barrväxter eller rhododendron. Individerna är aktiva på natten och vistas främst på marken.
Apodemus gurkha gräver ibland i lövskiktet eller i det översta jordlagret. Den äter olika växtdelar och insekter. Arten delar hela utbredningsområdet med husmusen och Niviventer fulvescens. En delvis överlappning av territorierna förekommer med gnagarna Apodemus pallipes och Phaiomys leucurus, samt med flera näbbmöss som Soriculus nigrescens, Suncus murinus, Episoriculus caudatus och Episoriculus leucops.
Skogens omvandling till jordbruks- och betesmarker påverkar beståndet negativt. Dessutom jagas Apodemus gurkha som skadedjur på odlade växter samt som mat för den lokala befolkningen. Hela populationen klarar dessa hot ganska bra. I regionen etablerades flera naturskyddszoner. IUCN kategoriserar arten globalt som livskraftig (LC).